# Балин, Денис Александрович
Денис Александрович Балин (род. в 1988 году) — российский поэт, публицист и литературный обозреватель. Член Славянской литературно-художественной академии (Варна, Болгария).Член редакции медиа о поэзии Prosodia. 

## Биография
Родился в 1988 году в посёлке Мга Ленинградской области. Закончил Мгинскую районную общеобразовательную школу в 2006 году. С 2006 по 2011 годы получил высшее образование в Институте телевидения, бизнеса и дизайна на факультете «Менеджмента и рекламы». Работал грузчиком, охранником, редактором в СМИ (LIFE, Пятый канал, МИЦ «Известия»). Несколько лет находился на муниципальной службе в Управлении культуры Кировского района Ленинградской области. С 2009 по 2011 года был членом молодежного совета при главе администрации Кировского муниципального района Ленинградской области. С 2010 по 2011 возглавлял молодежный совет при главе администрации МО «Мгинское городское поселение» Кировского муниципального района Ленинградской области. С 2009 по 2014 был помощником депутата МО «Мгинское городское поселение». 
Первая публикация поэтической подборки состоялась в 2006 году в районной газете «Ладога». В 2006 году стал со-организатором литературного объединения «Мгинские мосты», а в 2008 со-организатором одноименного международного литературного фестиваля.
Был участником 11, 18, 20, 22, 24 Форумов молодых писателей России, СНГ и зарубежья в Липках (2011, 2018, 2020, 2022, 2024 годы), 28, 31 и 34 Конференции молодых литераторов Северо-Запада (2009, 2014, 2024 годы, рекомендован по итогам к вступлению в Союз писателей России), Всероссийского совещания молодых писателей России в Переделкино (2016), Всероссийского совещания молодых писателей «Некрасовский семинар в Карабахе» (2018), Семинара журнала «Нева» (2018), Совещания молодых писателей в Химках (2019, 2020 годы), Первой всероссийской мастерской АСПИР (2022), семинара издательства СТИХИ (2022, 2023 годы).
Также является финалистом премии Гипертекст с книгой литературной критики и публицистики (2024, Литературная газета), Международной литературной премии им. А. И. Казинцева «Я верю в человека» (2023 номинация «Поэзия», 2024 номинация «Литературная критика»,) и полуфиналистом премии «Слово» в 2024 году. 
В 2016 году представлял Россию на международном фестивале поэзии в г. Нови Сад (Сербия).
Стихи и публицистика публиковались в литературных изданиях «Prosodia», «Новый мир», «Дружба народов», «Вопросы литературы», «Наш современник», «Литературная Россия», «Звезда», «Пятый канал», «Знамя», «Литературная газета», «Север», «День и ночь», «LIFE», «Завтра», «Москва», «Maxim»".

## Современники о Денисе Балине
Владимир Новиков:
Денис Балин без усилия находит контакт с читателем, делясь вполне обыденными подробностями личной жизни.
Дмитрий Артис:
Поэтика Балина приближается к публицистике. Это сейчас довольно-таки распространённое явление, потому что молодые авторы хотят быть на острие действительности, писать о насущном, а не впадать в розовые иллюзии, отрицая реальность.
Анастасия Эмиль:
Когда Денис Балин воспевает быт — магическое проникает в повседневное: «белизна облаков — словно ангел пролил молоко», и кажется, что с нашей реальностью можно свыкнуться, пусть и с вечным желанием уехать куда-нибудь на море. Так же легко выйти в личный космос — достаточно выбраться из информационного шума и помолчать, и тогда наступает момент честности. Балин вообще часто ловит конкретные моменты, где-то намеренно добавляя кинематографические элементы.
Григорий Служитель:
Его меланхоличный созерцательный голос чем-то близок японским мастерам хайку.
Дарья Ильгова:
… это попытка вывести наше трудное, бытовое, повседневное, среднечеловеческое на новую лирическую высоту. Потому что автор вовсе не пытается никуда сбежать, но пытается осмыслить свою реальную жизнь в реальном месте, примириться с ней и обрести в этом смысле и новую глубину.

## Произведения
Книги стихов:
1. Ноябрь (Самиздат, СПБ, 2014)
2. Просто Лирика (Союз писателей России, 2016)[26]
3. Фрагменты (АСПИР, 2022)[27]

Поэмы:
1. Мутная река[28]
2. Новости[29]

Литературная критика и публицистика:
1. «Бледный король»: роман о бесконечной скуке, от которого невозможно оторваться[30]
2. Платиновый сплав: в поисках современного российского литературного процесса[31]
3. О метамодернистской рэп-поэме Славы КПСС «Горгород 2»[32]
4. О книге Захара Прилепина «Собаки и другие люди»[33]
5. Особый узор[34]
6. Зачем сегодня нужна библиотека?[35]
7. Какие книги читают современные школьники?[36]
8. Книги о Второй мировой войне, которые стоит прочитать[37]
9. Четыре поколения русского верлибра[38]
10. Почему Антарктида не стала частью Российской империи[39]

## Награды и премии
- Лауреат сайта «Российский писатель» в номинации «Новое имя» (2015)[40];
- Лауреат литературного конкурса «Северная звезда» журнала «Север» (2015)[41];
- Премия «Молодой Петербург» (2016);[42]
- Премия «Ладога» имени Александра Прокофьева (2018);[43]
- Премия «Лицей» имени Александра Пушкина (2022);[44]
- Стипендиат XXII Форума молодых писателей России, стран СНГ и зарубежья (2022);[45]
- Победитель первой Всероссийской мастерской «Мир литературы. Новое поколение» (АСПИР, 2022);[46]
- Лауреат международной литературной премии «Форпост» памяти поэта Сергея Короткова (2024);[47]
- Стипендиат Министерства культуры РФ (2024)[48].